# Paseo de la Florida (Vitoria)
El paseo de la Florida es una avenida de la ciudad española de Vitoria.

## Historia y descripción
El nombre de este paseo es el primitivo, el que se le concedió el 12 de octubre de 1887, puesto que antes formaba parte de la calle de la Florida. A comienzos del siglo XX, principiaba en el portal de Castilla y concluía en el paseo de la Senda. Aunque durante años la calle también abarcó la actual calle de Ramón y Cajal, esta se constituyó en una independiente en 1934. En la actualidad, el paseo va desde la calle de Becerro de Bengoa hasta la de Ramón y Cajal. Justo al comienzo del paseo, a mano derecha, se encuentra el edificio del Parlamento Vasco, que desde mediados del XIX hasta 1983 fue el Instituto de Enseñanza Media.
La parte antigua de los jardines de la Florida fue creada en 1820, mientras que la parte nueva, compuesta de jardines a la inglesa, se agregó en 1855, aprovechando parte de los terrenos del convento de Santa Clara, con planos de Juan Velasco Fernández de la Cuesta, marqués de Villa Antonia. Durante tiempo, en el número 1 de la calle estuvo el convento del Noviciado de Nazareth.